# 小愛因斯坦
小愛因斯坦（英語：Little Einsteins）是一部美國的兒童電視節目，由道格拉斯·伍德（Douglas Wood）開發，並基於小小愛因斯坦系列影片製作。該劇由小小愛因斯坦公司（當時由華特迪士尼公司擁有）製作，並由Curious Pictures負責動畫製作。這是Baby Einstein公司首次為學齡前兒童製作的專案。 該劇講述了四個小朋友的冒險故事：里欧（Leo）、琼（June）、昆斯（Quincy）和安妮（Annie），他們乘坐一艘具有擬人化特徵的火箭——Rocket，環遊世界並執行各種任務。每次任務的主題都圍繞某幅繪畫或古典音樂作品展開。
小愛因斯坦於2001年11月宣布，當時迪士尼收購了小小愛因斯坦公司。新聞稿表示，「已經計劃將小小愛因斯坦品牌擴展為針對學齡前兒童的『小愛因斯坦』產品線。」 該節目的概念和角色由道格拉斯·伍德（Douglas Wood）開發，並由艾美獎獲獎導演Olexa Hewryk及《愛探險的朵拉》的聯合創作者Eric Weiner進一步發展。與原版的小小愛因斯坦系列類似，《小愛因斯坦》大量運用了古典音樂。根據Common Sense Media的說法，這兩個系列共享相同的「以藝術視覺效果和激勵性的古典音樂促進大腦發展和學習的理念。」
《小愛因斯坦》最初以錄影帶首映電影《小愛因斯坦大冒險》的形式推出，於2005年8月23日發行。該系列隨後於同年10月9日在Playhouse Disney首播，並於2009年12月22日結束，共播出兩季，計67集。

## 概述
《小愛因斯坦》旨在通過將著名或具有文化意義的藝術作品（通常是繪畫，但不僅限於此）和古典音樂（主要來自巴洛克、古典和浪漫主義音樂時期）融入每集的場景、故事和配樂中，來教導目標觀眾群欣賞藝術和音樂。此外，該節目也設計了鼓勵觀眾互動的元素，例如鼓勵觀眾拍打膝蓋、做手勢或跟隨唱歌，以幫助角色完成他們的「任務」。

## 播出
《小愛因斯坦》首集常規劇集於2005年10月9日在美國的迪士尼頻道的Playhouse Disney區塊首播。最後一集常規劇集於2009年12月22日播出，並且一部獨立特輯《Rocket's Firebird Rescue》於2007年8月21日以直接發行形式發布。該系列隨後進行重播，包括在Playhouse Disney於2011年2月14日更名為Disney Junior後，直至2019年3月25日。該節目目前可在Disney+上觀看，並且在2023年之前曾在DisneyNow上提供觀看。
在國際上，該節目於加拿大的Family Channel播出。英國製作了該系列的配音版本，並將部分美式用語更改為英式英語用語。

## 劇集
| 季數 | 集数 | 集数 | 首播日期      | 首播日期       | 首播日期         |
| 季數 | 集数 | 集数 | 首映          | 季终           | 电视网           |
| ---- | ---- | ---- | ------------- | -------------- | ---------------- |
| 1    | 29   | 1    | 2005年8月23日 | 開始           | 直接發行         |
| 1    | 29   | 28   | 2005年10月9日 | 2006年11月20日 | Playhouse Disney |
| 2    | 40   | 39   | 2007年1月13日 | 2009年12月22日 | Playhouse Disney |
| 2    | 40   | 1    | 2007年8月21日 | 開始           | 直接發行         |

## 遊戲
根據《小愛因斯坦》系列製作的視頻遊戲於2006年9月12日在Game Boy Advance上發行。

## 反響
《小愛因斯坦》獲得了評論家的好評。《Common Sense Media》的Pam Gelman給予該系列五顆星的評價，評論說：「每一集都充滿了藝術性的冒險。」